# Francesco Ariosto

Stemma degli Ariosti

Francesco Ariosto, detto il Peregrino (Ferrara, 1415 – Ferrara, 1484), è stato un letterato italiano.

## Biografia
Fratello di Malatesta Ariosto, ottenne il dottorato nel 1440 per poi vivere da girovago per molti anni. Dal 1446 assunse il titolo di podestà di vari centri abitati.
È ricordato per l'opera teatrale Isis (1444).